# Баумштарк, Карл Антон
Карл Антон Баумштарк (нем. Carl Anton Joseph Maria Dominikus Baumstark (4 августа 1872 Констанц — 31 мая 1948, Бонн) — немецкий историк Церкви, ориенталист, специалист по истории литургии.

## Биография
Карл Антон Баумштарк родился в семье немецких интеллектуалов, обратившейся в католицизм; его дед Антон Баумштарк (1800—1876) был известным филологом.
Баумштарк изучал классическую и восточную филологию, получил учёную степень в обеих этих областях в 1898 году в университете Гейдельберга. Затем он отправился в Рим. Здесь в 1901 году он стал издателем академического журнала Oriens Christianus, который он редактировал вплоть до 1941 года. Позднее он работал в католической частной школе в Засбахе, основанной его крестным отцом Францем Ксавьером Лендером. В 1909 году Баумштарк вступил в брак с Фридой Анной Трёндле (1891—1979); в их семье было двенадцать детей
Баумштарк совмещал преподавание с научной работой. В 1921 году он стал почётным профессором Боннского университета, затем преподавал литургику и семитские языке в Университете Неймегена. В это время Баумштарк заинтересовался историей христианской литургии, работы по которой считаются его основным достижением. Вслед за этим Баумштарк преподавал в Университете Утрехта, затем, с 1930 по 1935 год — в университете Мюнстера.
Баумштарк придерживался консервативных взглядов и считал «позорным» поражение Германии в Первой мировой войне. В 1932 году он вступил в НСДАП и активно агитировал голосовать за Гитлера. Он надеялся на союз между нацистами и католической церковью. Его надежды не оправдались, и в 1935 году Баумштарк был вынужден покинуть свой пост в Мюнстерском университете. В 1944 году Баумштарк пытался добиться помилования для осуждённого нацистами на казнь за критику режима католического священника Килиана Кирххоффа, но безуспешно. На войне Баумштарк потерял четырёх сыновей и зятя. Он скончался в 1948 году в Бонне.

## Избранная библиография
- Баумштарк, Антон (1872—1948). Сравнительная литургика [Текст] : принципы и методы христианского богослужения / Антон Баумштарк; пер. [c фр.] С. Голованова. — Омск : Амфора, 2014. — 253, [1] с.; 20 см; ISBN 978-5-906706-17-1
- Comparative liturgy, revised by Bernard Botte; English edition by F.L. Cross. Westminster, Md.: Newman Press, 1958.
- On the historical development of the liturgy (Vom geschichtlichen Werden der Liturgie, 1923); intr., transl. by Fritz West; foreword by Robert F. Taft. Collegeville, Minn.: Liturgical Press 2011.
- Lucubrationes Syro-Graecae, 1894 — Syriac-Greco lucubrations.
- Syrisch-arabische Biographieen des Aristoteles. Syrische Kommentare zur Eisagoge des Porphyrios, Leipzig: Teubner, 1900.
- Die christlichen literaturen des Orients, 1911 — Christian literature of the Orient.
- Geschichte der syrischen Literatur: mit Ausschluss der christlich-palästinensischen Texte, 1922 — History of Syriac literature: with the exclusion of the Christian-Palestinian texts.